# リチャード・L・フォルソム
リチャード・L・フォルソム（Richard L. Folsom）は、日本の実業家。アドバンテッジパートナーズ代表。

## 略歴
ブリガムヤング大学卒業、日本語および経済学専攻、ペンシルベニア大学ウォートン・スクール修了（MBA 経営学修士号取得）、財務管理およびベンチャーマネジメント専攻。
大学卒業後、米国系戦略コンサルティング会社ベインアンドカンパニー東京事務所に勤務。ビジネススクール留学後、欧米有力企業の対日参入戦略の立案、大手日本企業に対する企業戦略の立案、個別事業の競争戦略の立案、新製品開発プログラムの実施、コストダウンプログラムの実施などの業務に従事。
1992年株式会社アドバンテッジパートナーズを設立、共同代表パートナーに就任。1997年プライベートエクイティファンド事業の立ち上げ、日本初のバイアウトファンド設立。研究論文に、「日米企業の経営スタイルの比較」などがある。